# کائه الکساندر
کائه الکساندر (انگلیسی: Kae Alexander) بازیگر اهل ژاپن و انگلستان است. او در توکیو از پدری ژاپنی و مادری چینی زاده شد و از سن ۱۰ سالگی به همراه آنان به انگلستان مهاجرت نمود.
از فیلم‌ها یا مجموعه‌های تلویزیونی که وی در آن‌ها نقش داشته‌است، می‌توان به چرخ زمان، خانه و پیمان‌شکن اشاره نمود.